# Phobodesmus cristatus
Phobodesmus cristatus är en mångfotingart som beskrevs av Cook 1896. Phobodesmus cristatus ingår i släktet Phobodesmus och familjen Oxydesmidae. Inga underarter finns listade i Catalogue of Life.